# Circuit, musiques contemporaines
Circuit, musiques contemporaines est une revue scientifique québécoise concernant la musique moderne et contemporaine fondée en 1989. En résidence à la faculté de musique de l'Université de Montréal, la publication s'intéresse à plusieurs formes de la création musicale des XXe et XXIe siècles, en particulier la musique de concert. Circuit publie trois numéros par année, chacun centré sur une thématique.

## Histoire de la revue
La revue est fondée en 1989 par la directrice artistique et fondatrice du Nouvel Ensemble moderne (NEM) Lorraine Vaillancourt, et par Jean-Jacques Nattiez. La publication devient alors un organisme en résidence à la faculté de musique de l'Université de Montréal, ce qu'elle demeure à ce jour. Elle se désigne alors comme une «revue nord-américaine de musique du XXe siècle». Le premier numéro parait en 1990, sous le thème «Postmodernisme». La publication est nommée en l'honneur du compositeur Serge Garant, auteur des œuvres Circuit I, II et III, parues en 1972 et 1973.
En 2014 parait l'ouvrage collectif La création musicale au Québec, sous la direction de Jonathan Goldman, qui dirige alors également la revue. Le livre rassemble des articles qui y ont été publiés entre 2007 et 2013 sous la rubrique « Cahier d'analyse », sous l'égide du compositeur Jean Lesage. Le volume se veut ainsi un tour d'horizon des pratiques musicales et des perspectives musicologiques importantes au Québec.
La compositrice et artiste Terri Hron en est la rédactrice en chef et directrice de publication depuis 2024.
La revue est membre d'associations faisant rayonner la musique actuelle au Québec, notamment le Vivier, Carrefour des musiques nouvelles et le Conseil Québécois de la musique. Elle est également membre de la Société de développement des périodiques culturels québécois (SODEP). La revue est disponible via la plateforme Érudit depuis 2002.

### Objectif
Le but initial du magazine était de rendre compte des événements liés à la musique contemporaine au Québec et d'offrir un espace de réflexion. La revue est « ouverte à toutes les formes de pensée musicale contemporaine : débats esthétiques, recommandations de compositeurs et d'interprètes, publication de documents inédits, recherches musicologiques ». Le texte est majoritairement en français, parfois en anglais. Les numéros publiés il y a plus de deux ans sont en accès libre. Circuit est un exemple de longévité : en 2015, la revue célébrait 25 années consécutives de publications.

### Politique éditoriale et contenu
Bien que la revue se penche surtout sur la musique de partition et de concert, elle inclut également fréquemment des articles portant sur une variétés de pratiques, les musiques rock et électro-acoustique, par exemple. Chacun des numéros s'articule autour d'un thème: ce dernier peut être l'œuvre d'un compositeur, les pratiques musicales d'une région, un instrument en particulier ou un enjeu musicologique ou artistique actuel, entre autres. Bien que la plupart des articles s'inscrivent dans les thématiques choisies par l'équipe de la revue, cette dernière accepte également des propositions portant sur des sujets au choix de la personne contributrice.
Circuit se situe à mi-chemin entre la revue culturelle, l'objet esthétique et le journal scientifique. À ce titre, la sélection des contributions se fait à l'aveugle, par comité de pairs. La revue parait trois fois par année.